# Cosges
Cosges è un comune francese di 356 abitanti situato nel dipartimento del Giura nella regione della Borgogna-Franca Contea.

## Storia

### Simboli
Lo scudo troncato, con lo sfondo d'azzurro bigliettato d'oro, è ripreso dallo stemma del dipartimento del Giura.
Il cavallo alato si rifà a una figura leggendaria del folclore locale.

## Società

### Evoluzione demografica
Abitanti censiti